# Francisco O'Ryan Orrego
Juan Francisco O'Ryan Orrego (Valparaíso, 16 de enero de 1901-Olmué, 7 de junio de 1968) fue un marino chileno con rango de vicealmirante de la Armada de Chile, que se desempeñó como ministro de Estado de su país, durante el segundo gobierno del presidente Carlos Ibáñez del Campo entre 1955 y 1957.

## Familia y estudios
Nació en la Villa de Olmué de la comuna chilena de Valparaíso el 16 de enero de 1901, hijo de José Antonio O'Ryan Samaniego y Georgina Orrego Ponce. Realizó sus estudios primarios y secundarios en el Liceo n° 1 de Valparaíso.
Se casó con María Elena Rocuant Escobar (hija del abogado y político radical Enrique Rocuant Figueroa y de María Zulema Escobar Guerrero), con quien tuvo siete hijos: Elizabeth, John, María Beatriz, Patricia, Sergio, Luis Francisco y María Elena.

## Carrera naval
Ingresó como cadete a la Escuela Naval del Estado el 18 de marzo de 1914, egresando el 22 de marzo de 1920 con el grado de guardiamarina de segunda clase. Durante ese mismo año, realizó el curso de instrucción en la corbeta General Baquedano, instancia donde navegó por el litoral chileno e incluyó un viaje a Isla de Pascua.
El 22 de marzo de 1921, fue ascendido a guardiamarina de primera clase y realizó los cursos de aplicación correspondientes en las escuelas de Artillería Naval y de Torpedos. A fines de abril de dicho año, fue embarcado en el acorazado Almirante Latorre, correspondiéndole cumplir con los períodos de escuadrilla.
En 1922, fue transbordado en el crucero Chacabuco, siendo partícipe de los períodos de entrenamiento de la Escuadra Nacional. El 10 de octubre del año siguiente, en calidad de oficial artillero, fue transbordado al cazatorpedero Almirante Lynch, participando de los ejercicios de la Escuadra, otorgándole el ascenso a teniente segundo el 31 de octubre de 1924; ocupó ese puesto hasta el 23 de noviembre de ese año, fecha en que su buque se dirigió a Arica de estación.
De la misma manera, el 16 de abril de 1925, fue transbordado al curso de especialidad de artillería naval en la escuela homónima de la Armada. Con el cargo de oficial artillero, el 2 de marzo de 1926, se embarcó en el acorazado Almirante Latorre, ocasión en la que el 26 de abril de 192, fue ascendido a teniente primero. Permaneció en ese buque hasta el 13 de marzo de 1928, cuando fue transbordado a la Escuela de Artillería Naval como instructor.
A fines de octubre de ese año, fue designado por el presidente de la República Carlos Ibáñez del Campo como edecán del ministro de Guerra Bartolomé Blanche, posición que desempeñó hasta fines de mayo de 1930, cuando fue comisionado a Inglaterra con el objetivo de perfeccionar sus estudios de artillería. Durante el transcurso de esa actividad, desde el 5 de enero hasta el 17 de julio de 1931, se embarcó en el H.M.S. Excellent para llevar a cabo una práctica profesional, obteniendo buenos resultados y una sugerencia especial de la misión naval de Chile en Londres, Inglaterra. En ese período, además, el 26 de abril de 1931, fue ascendido a capitán de corbeta.
El 27 de agosto retornó al país y fue designado como comandante interino del cazatorpedero Almirante Lynch. Actuó en ese encargo hasta el 28 de noviembre del mismo año, fecha en que regresó a la Escuela de Artillería Naval, en calidad de instructor.
El 28 de junio de 1932, fue transbordado como comandante de la escampavía Yelcho, cumpliendo diferentes comisiones en la zona de los canales de la Patagonia. Luego, el 27 de enero de 1933, fue designado como subdirector e instructor de la Escuela de Artillería Naval. Paralelamente, entre el 30 de junio y 22 de diciembre de ese año, efectuó el curso de informaciones de Estado Mayor en la Academia de Guerra Naval.
El 2 de febrero de 1934, fue transbordado como oficial artillero y fiscal naval de la Escuadra, en el crucero O'Higgins. En la misma fecha pero de 1935, fue designado como comandante del minador Orompello de la Escuadra Nacional, tomando parte en los ejercicios con submarinos y otras unidades de superficie.
Seguidamente, el 19 de marzo de 1936, fue designado como jefe de Tramitaciones y de la Sección Reglamentos y Publicaciones de la comandancia en jefe de la Armada, cargo que ocupó hasta el 11 de julio de 1939, siendo designado como secretario de la misión naval de Chile en Londres, Inglaterra. En el intervalo de esa responsabilidad, el 3 de julio de 1936, fue ascendido a capitán de fragata.

En septiembre de 1940, retornó al país y el 8 de noviembre del mismo año, asumió de manera interina, como jefe de Estado Mayor de Ia Zona Naval. El 12 de febrero de 1941, fue designado como segundo comandante del acorazado Almirante Latorre, y el 27 de marzo fue transbordado como comandante del destructor Aldea, repartición en la cual tuvo que formar parte de la escolta del buque Escuela "Almirante Saldanha" de la Marina de Brasil.
El 4 de mayo de 1942, fue nombrado  como jefe de Estado Mayor de la 1.ª Zona Naval, jefe del Subdepartamento de Bienestar Social y jefe de la Sección Isla de Pascua. Más adelante, el 8 de agosto de 1944, se le confirió el ascenso a capitán de navío.
Mediante el decreto supremo n° 1012 del 5 de junio de 1944, fue nombrado como gobernador marítimo de Iquique y jefe del Sector Norte, condición que asumió oficialmente el 19 de junio. De manera posterior, el 19 de febrero de 1948, fue nombrado como comandante del acorazado Presidente Errázuriz, simultáneamente, el 19 de abril del mismo año, fue designado como comandante del crucero buque escuela Chacabuco.
El 17 de enero de 1949, volvió a asumir la comandancia del acorazado Presidente Errázuriz, puesto en el participó de los ejercicios del segundo período de escuadrilla con la División Anfibia. El 2 de noviembre de ese año, fue nombrado comandante del B.M.S. Araucano. Al año siguiente, el 21 de enero, fue destinado a la Tercera Zona Naval como comandante del Arsenal Naval de Talcahuano y comandante del excrucero O'Higgins.
El 9 de febrero de 1952, fue nombrado como director de la Dirección General del Personal de la Armada, y el 25 de marzo, fue ascendido a contraalmirante. El 14 de noviembre de ese mismo año, asumió como comandante en jefe y juez naval de la Escuadra Nacional, a bordo del acorazado Almirante Latorre.
A continuación, el 3 de diciembre de 1953, fue nombrado como comandante en jefe y juez naval de la Primera Zona Naval e, interinamente, asumió la Dirección General del Personal de la Armada.
El 13 de enero de 1954, Ibáñez del Campo le otorgó el ascenso al grado de vicealmirante, y por medio del decreto supremo n° 670 del 28 de abril de ese año, fue designado como comandante en jefe de la Armada de Chile. Paralelamente, entre el 27 de junio y el 19 de julio de 1955, fue enviado en misión diplomática a Venezuela, como representante de Chile en calidad de embajador extraordinario y plenipotenciario.

### Ministro de Estado
El 30 de diciembre, fue nombrado como titular del Ministerio de Defensa Nacional, función que ejerció de forma simultánea con la comandancia en jefe de la Armada. Durante su gestión, entre los días 17 y 27 de julio; y 3 y 9 de agosto de 1956, tuvo que asumir simultáneamente el Ministerio del Interior, reemplazando en calidad de subrogante al coronel Benjamín Videla Vergara. Asimismo, entre el 19 de noviembre y el 17 de diciembre; debido a que fue invitado por el comandante de Operaciones Navales de Estados Unidos a visitar la capital de ese país, Washington D. C., le correspondió a Benjamín Videla Vergara, asumir como subrogante la cartera de Defensa Nacional. Luego, entre el 23 de marzo y el 23 de abril de 1957, asumió como subrogante el Ministerio de Relaciones Exteriores, reemplazando al titular Osvaldo Sainte Marie.
El 23 de abril de 1957, dejó finalmente el Ministerio de Defensa Nacional y el 3 de junio de ese año, pasó a ejercer como titular del Ministerio del Interior, también ostentando manera simultánea la comandancia en jefe de la Armada. En esa ocasión, desde el 14 de agosto, debido a un viaje que realizó el presidente Carlos Ibáñez del Campo a Paraguay, tuvo que reemplazarlo en el mando del país con el título de vicepresidente de la República. Por ello, en la cartera de Interior asumió como subrogante, el ministro de Defensa Nacional Adrián Barrientos Villalobos. El 20 de agosto, le entregó nuevamente el mando a Ibáñez del Campo, retornando a la conducción del Ministerio del Interior; el que una vez más interrumpió, entre el 9 de septiembre y el 11 de noviembre, siendo reemplazado por el ministro de Economía y Comercio, Horacio Arce Fernández, en calidad de subrogante y suplente. Dejó el cargo el 18 de febrero de 1958.

### Últimos años
Con 44 años de servicio, el 22 de marzo de ese año, se acogió a retiro de la Armada de Chile. Tras su retiro, pasó sus últimos años en su parcela ubicada en la comuna de Olmué, falleciendo el 7 de junio de 1968, a los 67 años.

#### Historial militar
Su historial de ascensos en la Armada de Chile fue el siguiente:
- 1914: Cadete de la Escuela Naval Arturo Prat
- 1920: Guardiamarina de segunda clase
- 1921: Guardiamarina de primera clase
- 1924: Teniente segundo
- 1927: Teniente primero
- 1931: Capitán de corbeta
- 1936: Capitán de fragata
- 1944: Capitán de navío
- 1952: Contraalmirante
- 1954: Vicealmirante